# 塞巴斯蒂安·维埃耶当
塞巴斯蒂安·维埃耶当（法語：Sébastien Vieilledent，1976年8月26日—），法国男子赛艇运动员。他曾代表法国参加1996年、2000年和2004年夏季奥林匹克运动会赛艇比赛，获得一枚金牌。